# Maria Magdalena (Gleiritsch)

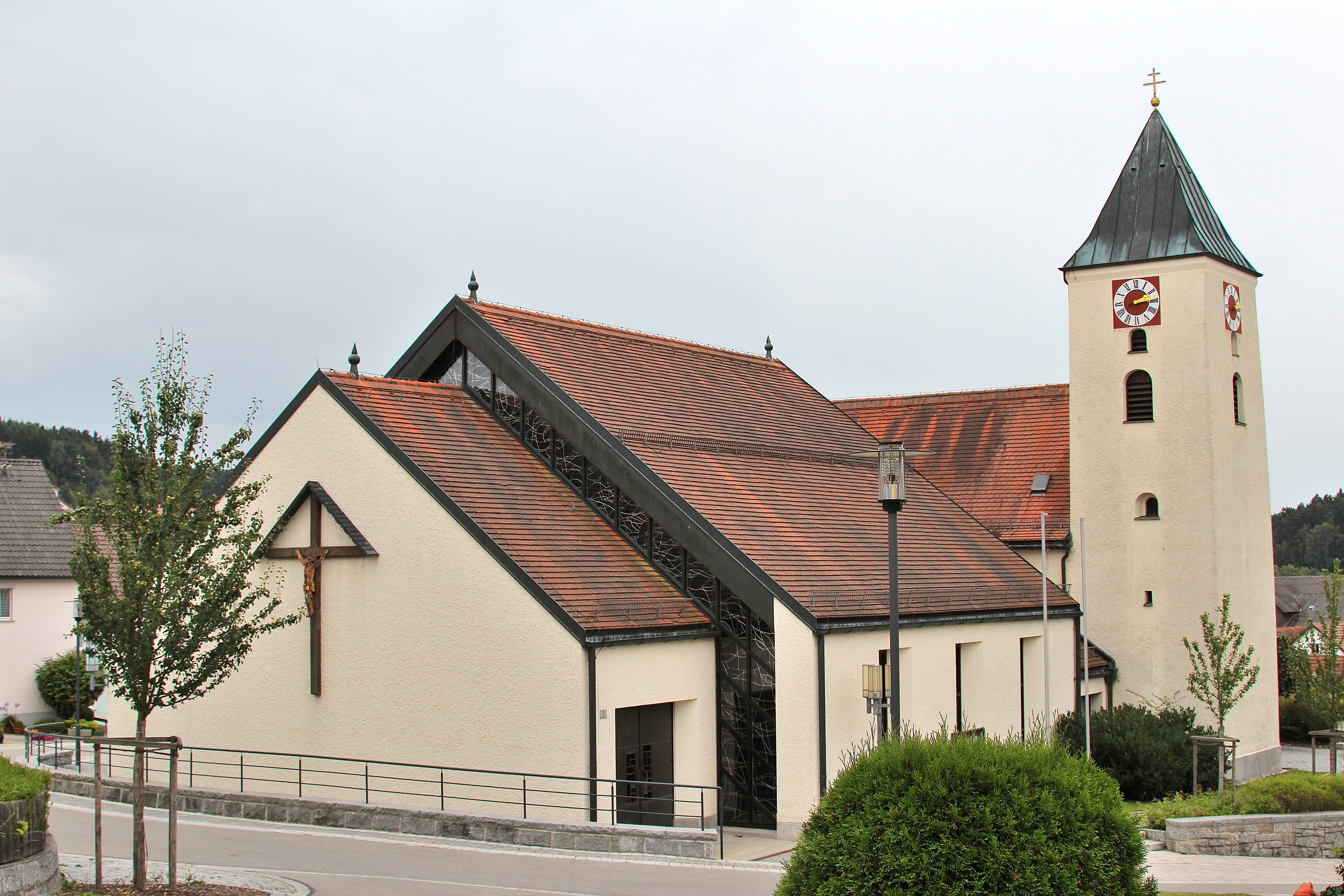
Kirche Maria Magdalena (2016)

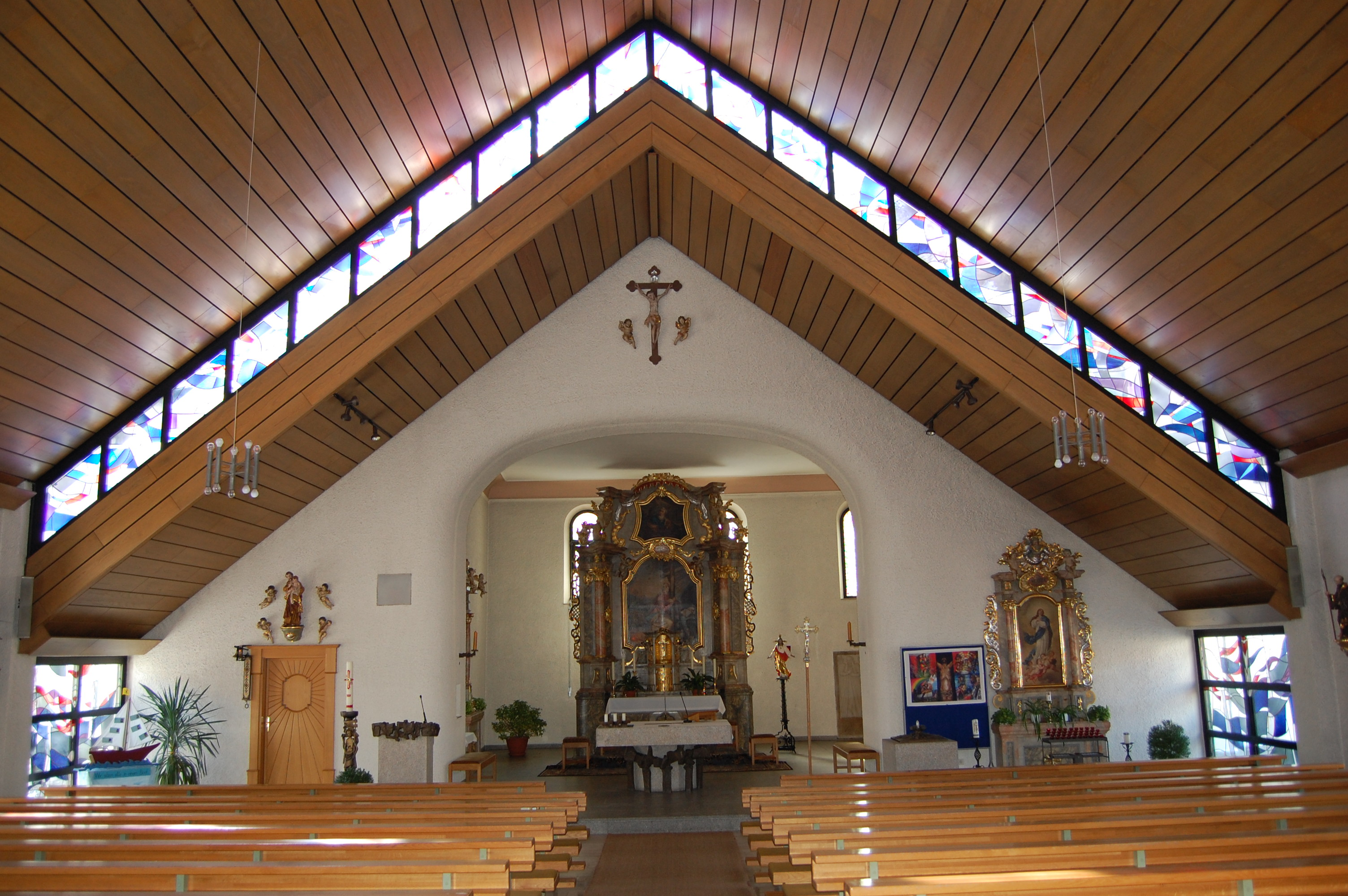
Innenansicht

Die Expositurkirche Maria Magdalena in Gleiritsch, deren romanischer Ursprung in das 13. Jahrhundert zurückreicht, ist nach dem Erweiterungsbau eine „glückliche Verbindung des Alten mit dem Neuen“.
Sie ist eines der wenigen behindertengerechten Gotteshäuser in der Oberpfalz und das einzige im Landkreis Schwandorf. Ganz ohne Stufen kann das Gebäude betreten werden, der Kirchenboden fällt leicht nach vorne ab, so dass jeder Kirchenbesucher eine gute Sicht hat. Nach dem Erweiterungsbau in den Jahren 1978/79 entstand eine moderne Kirche, in welche die historische Bausubstanz eingebunden wurde. Der Erweiterungsbau wurde nur durch die Verlegung des Friedhofes, der sich rund um die Kirche befand, möglich.

## Kirchengeschichte

### Pfarrei Gleiritsch (1286)
Ebenso wie der Ort Gleiritsch kann auch die Kirchengemeinde auf eine lange und geschichtsträchtige Vergangenheit zurückblicken. Die erste nachweisliche Nennung des Ortes Gleiritsch erfolgte im Jahre 1031. in einer Aufzeichnung des  Klosters St. Emmeram in Regensburg. Im Jahre 1286 wird in einem der ältesten Pfarreienverzeichnisse des Bistums Regensburg erstmals die Pfarrei Gleiritsch erwähnt. Die Aufstellung des Verzeichnisses erfolgte auf Betreiben von Papst Gregor X. und später auf Befehl des Papstes Honorius IV.  und sollte dazu dienen, den Kreuzzug zu finanzieren. Man trug jede Pfarrei in Schätzungslisten ein, darunter auch Gleiritsch, und veranlagte jeden Geistlichen zur Zahlung eines bestimmten Betrages.
Das Verzeichnis, das wertvolle Hinweise über den Weg der Christianisierung des Bistums Regensburg gibt, nennt 22 verschiedene Dekanate, darunter das Dekanat „Viechtach vel Lue“. In diesem Dekanat erscheinen 53 Orte, einer davon der Ort „Glärätsch“. Der heutige Pfarrsitz Weidenthal, dem die spätere Expositur unterstellt war, fehlt in diesem Verzeichnis.
Neben diesem Vermerk berichtet ein Manuskript beim Historischen Verein für Oberpfalz und Regensburg von der Pfarrei Gleiritsch. „Im Jahre 1433 ist Gleiritsch als katholische Pfarrei unter dem Dekanat Nabburg aufgeführt“.
Friedrich Lippert schreibt: „Inspektion Nabburg. Gleiritsch – früher Glauratsch – (…). Gl. War im 15. Jahrhundert Pfarrei, zu welcher Weidenthal als Filial gehörte. 1557 wurde Gl. Von Hohentreswitz aus versehen. In der Folge wurde Weidenthal Pfarrei und Gleiritsch Filial, wobei es bis heute blieb“.

### Expositur Gleiritsch
Bis zum Jahre 1691 gehörten Gleiritsch und Weidenthal zur Pfarrei Nabburg. Auf Drängen der Gutsherren von Guteneck, der Grafen von Kreith, entstand 1691 unter Graf Johann Friedrich von Kreith die Pfarrei Weidenthal. Von Weidenthal aus wurde nun Gleiritsch durch einen Hilfspriester seelsorgerisch betreut. Bis in das 19. Jahrhundert hinein führte die Pfarrei den Doppelnamen Weidenthal-Gleiritsch.
1688 kauften die Grafen von Kreith die Hofmark Gleiritsch und den Hebenhof. Guteneck blieb aus diesem Grunde Hauptsitz der Pfarrei, die ehemals eigenständige Pfarrei Gleiritsch dagegen wurde Filiale.

### Die „Gräflich Kreithsche Expositurstiftung“
Immer wieder gab es Zeiten, in denen infolge des Priestermangels die Kooperatorenstelle in Weidenthal nicht besetzt war, so dass in dieser Zeit „in Gleiritsch außer einmal im Jahr“ über lange Zeit kein sonntäglicher Gottesdienst stattfand. Ansonsten zelebrierte der Pfarrer von Weidenthal zweimal in der Woche eine Messe, anschließend erteilte er in der Schule den Religionsunterricht.
Da Gleiritsch von Weidenthal etwa eine Stunde Fußmarsch entfernt liegt, konnte es im Winter einschließlich der dazugehörigen Filialortschaften nur schwer erreicht werden. Ein Großteil der Gläubigen besuchte Gottesdienste in Tännesberg oder Hohentreswitz (Gemeindeteil  Pfreimd), nur ein geringer Teil nahm den Fußmarsch nach Weidenthal auf sich, um das Messopfer mitzufeiern. Dass diese Verhältnisse der Seelsorge nicht zuträglich waren, liegt auf der Hand.
Aus diesem Grunde wollte das Bischöfliche Ordinariat Regensburg bereits im Jahre 1842 in Gleiritsch eine Seelsorgestelle errichten beziehungsweise die Kooperatorenstelle von Weidenthal hierher verlegen. Das Vorhaben scheiterte jedoch am Fehlen der notwendigen Geldmittel. Die Gemeindemitglieder waren nicht in der Lage, eine Pfründe zu errichten, von der ein Pfarrer seinen Lebensunterhalt hätte bestreiten können. Kirchensteuer oder ähnliche Abgaben zur Bezahlung eines Priesters durch das Bischöfliche Ordinariat gab es zu dieser Zeit nicht.

#### Gräfin Fanny von Kreith
Erst durch die großzügige Schenkung der Gräfin Fanny von Kreith, Witwe des 1893 verstorbenen Grafen Ludwig von Kreith, in Höhe von 20.000 Mark konnte eine Stiftung zugunsten der Seelsorgestelle errichtet werden. Der Bürgermeister und Schmied Michael Ries von Gleiritsch stellte ein von ihm und den Angehörigen der Expositur erbautes Wohnhaus für den Seelsorger zur Verfügung. Ein von der Gräfin Fanny von Kreith finanzierter Baufonds deckte einen größeren Teil der Bausumme ab.

#### Stiftungsbrief

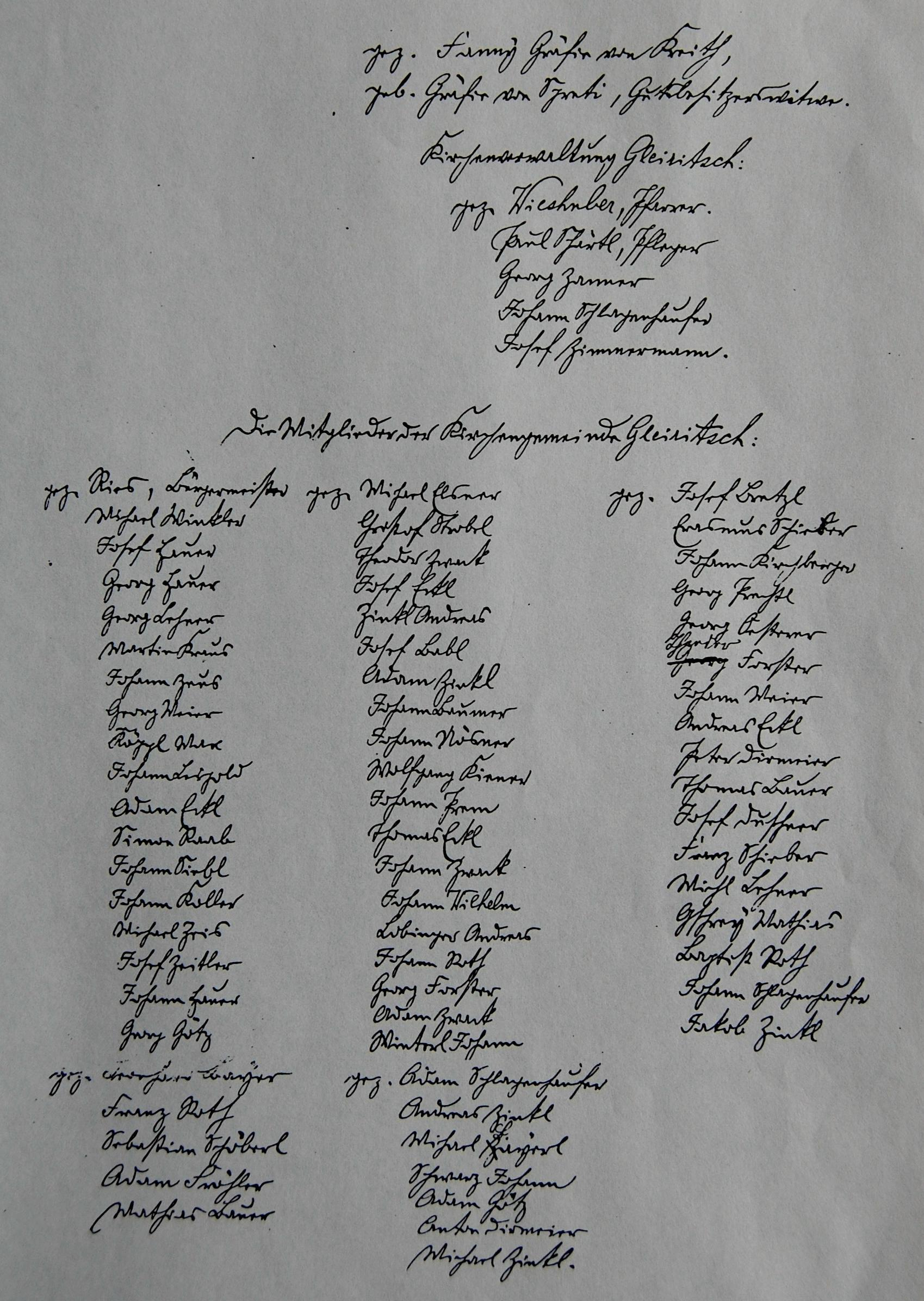
Abschrift der Unterzeichner des Stiftungsbriefes für die Expositur Gleiritsch (1897)

Der Stiftungsbrief, der am 23. Juli 1897 vom Pfarrer Wieshuber unterzeichnet wurde, regelt die näheren Einzelheiten der Stiftung und erhielt am 25. Juli 1897 die Unterschrift der Stifterin, ferner der Kirchenverwaltung von Gleiritsch und aller Haushaltsvorstände der neu zu errichtenden Expositur. Dabei beinhaltete das Gebiet der Expositur das damalige Gemeindegebiet Bernhof (1946 an die Gemeinde Gleiritsch angeschlossen – außer Oberpierlhof; dieses an Trausnitz) und das Gemeindegebiet Gleiritsch. Oberpierlhof wie Heilinghäusl gehört heute allerdings zur Pfarrei Tännesberg. Die niedercuratelamtliche Genehmigung des Stiftungsbriefes erteilte das königliche Bezirksamt Neunburg vorm Wald am 5. August 1897. Der niedercuratelamtliche Beschluss erhielt durch Regierungsentschließung vom 14. März 1898 unter Nummer 16015, ebenfalls vom königlichen Bezirksamt Neunburg vorm Wald, die obercuratelamtliche Genehmigung, die am 23. Mai 1899 ausgefertigt ist. Für kanonisch errichtet erklärte das Bischöfliche Ordinariat Regensburg die Expositur Gleiritsch am 15. September 1899.

### Seelsorger in der Expositur Gleiritsch
- Hochwürdiger Herr Michael Wieshuber (Gründer der Expositur)[9]
- Hochwürdiger Herr Max Lauber, 1. Expositus in Gleiritsch (bis 15. November 1899)
- Hochwürdiger Herr Johann Schwindl, 2. Expositus in Gleiritsch (15. November 1899 – 30. Januar 1907)
- Hochwürdiger Herr Michael Eder, 3. Expositus in Gleiritsch (16. Februar 1907 – 14. Mai 1913)
- Hochwürdiger Herr Josef Schmid, 4. Expositus in Gleiritsch (14. Mai 1913 – 1. Dezember 1915)
- Hochwürdiger Herr Johann Feiler, 5. Expositus in Gleiritsch (1. Dezember 1915 – 1. August 1925)
- Hochwürdiger Herr Josef Graf, 6. Expositus in Gleiritsch (1. August 1925 – 30. April 1930)
- Hochwürdiger Herr Georg Pfeilschifter, 7. Expositus in Gleiritsch (1. Mai 1930 – 1. September 1935)
- Hochwürdiger Herr Heinrich Stangl, 8. Expositus in Gleiritsch (1. September 1935 – 16. Februar 1936)
- Hochwürdiger Herr Josef Grabinger, 9. Expositus in Gleiritsch (1. März 1936 – 16. Juni 1941)
- Hochwürdiger Herr Albert Sertl, 10. Expositus in Gleiritsch (16. November 1941 – 1. September 1949)
- Hochwürdiger Herr Josef Schreiber, 11. Expositus in Gleiritsch (1. September 1949 – 1. November 1953)
- Hochwürdiger Herr Adolf Böckl, 12. Expositus in Gleiritsch (11. November 1953 – 1. November 1960)
- Hochwürdiger Herr Alfons Müller, 13. Expositus in Gleiritsch (1. November 1960 – 15. Januar 1966)
- Hochwürdiger Herr Alois W. Dirschwigl, 14. Expositus in Gleiritsch (4. September 1966 – † 11. September 2008 als Ruhestandsgeistlicher)

Die Expositur Gleiritsch, die Pfarreien Weidenthal und Altendorf sind seit 2006 aufgrund fehlender Geistlicher zu einer Seelsorgeeinheit zusammengeschlossen. Eine eigenständige Expositur mit eigenem Priester gibt es seit dieser Zeit nicht mehr.

## Baugeschichte

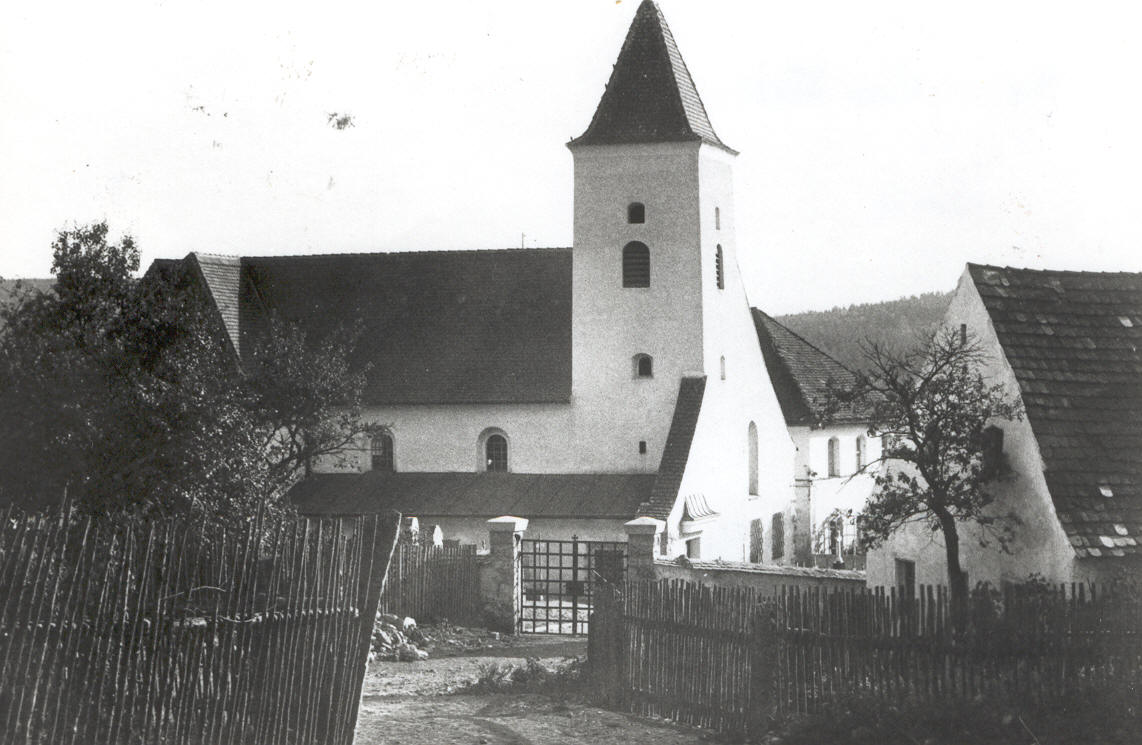
Kirche Maria Magdalena (1928)

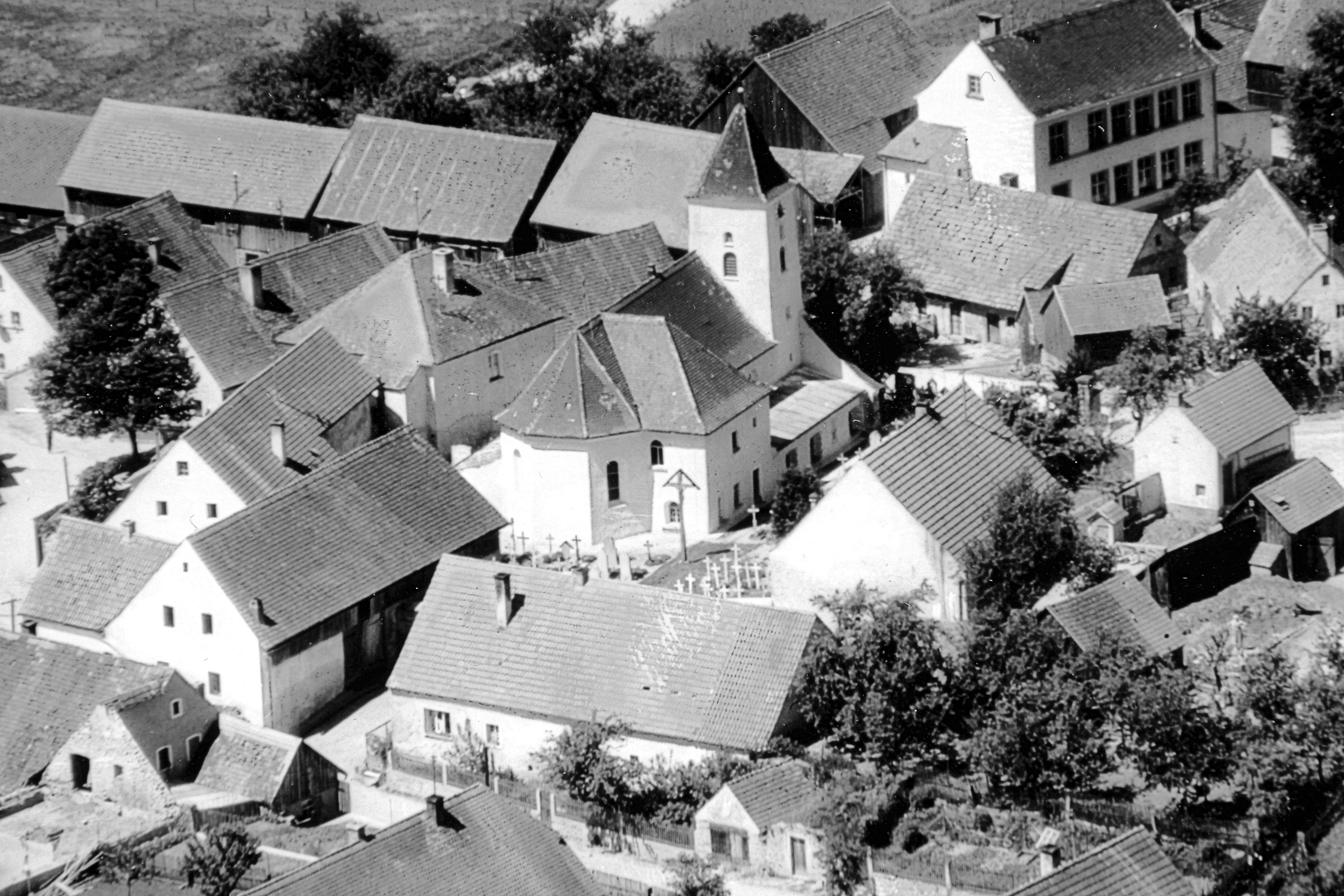
Kirche Maria Magdalena (1960)

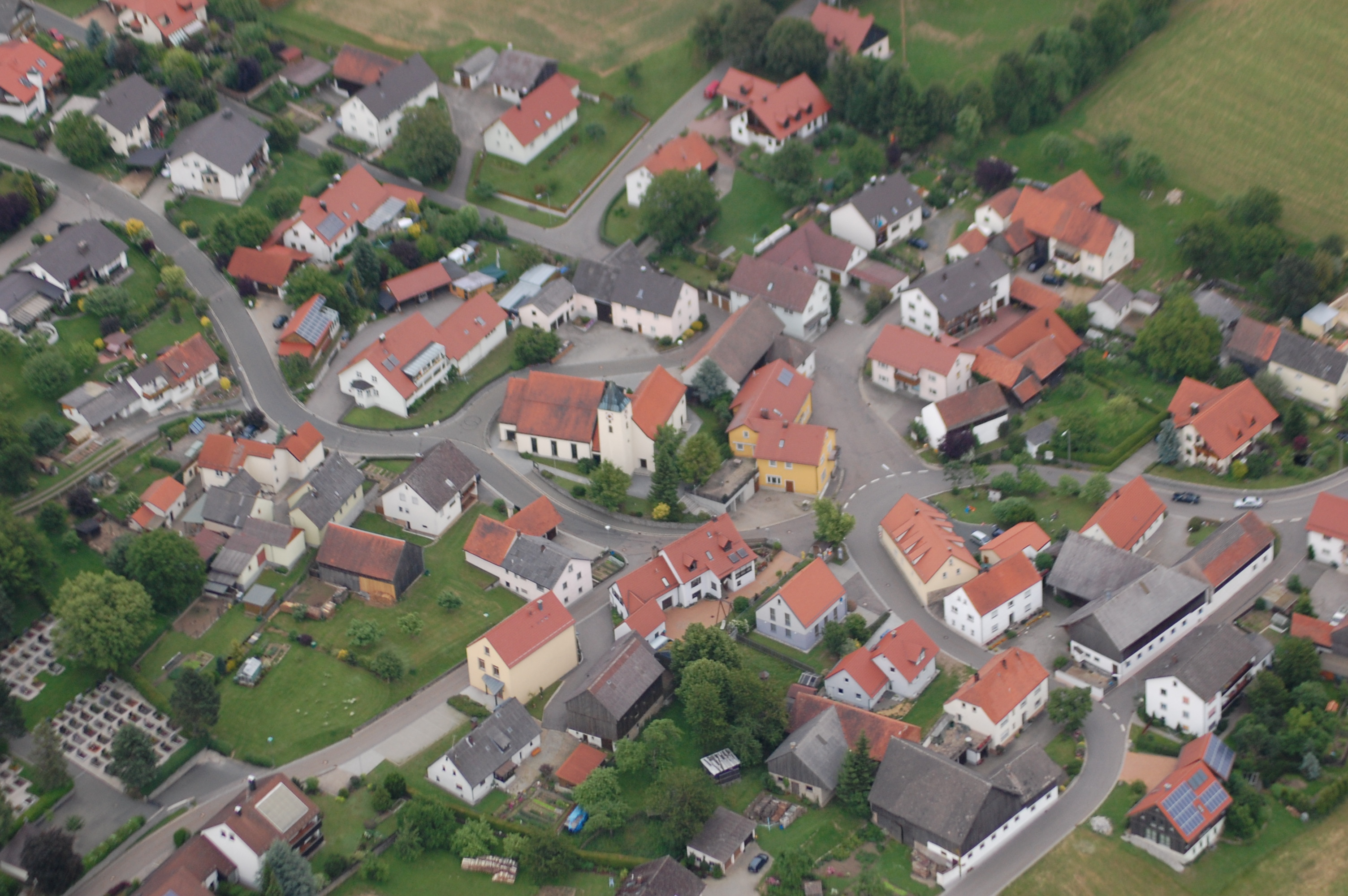
Gleiritsch, Kirche mit Ortskern (2009)

Die Expositurkirche Maria Magdalena in Gleiritsch ist ein Bauwerk aus der Romanik.  Der Ursprung des heutigen Bauwerks, bzw. dessen Kern, reicht in das 13. Jahrhundert zurück. Für diesen Zeitpunkt spricht die genannte Beschreibung im Güterverzeichnis des Klosters St. Emmeram. Die Kirchenpatronin Maria Magdalena erfreute sich im 11. und 12. Jahrhundert großer Beliebtheit.
Der romanische Baustil ist ein weiteres Indiz für die Datierung. Er war von der Jahrtausendwende bis zur ersten Hälfte des 13. Jahrhunderts verbreitet. Zu den besonderen Merkmalen dieser Richtung zählt der Rundbogen, wie er im oberen Teil an der südlichen Außenmauer des heutigen Bauwerks zu sehen ist. Die wuchtigen Spitzbögen der ehemaligen Seitenschiffe, die beim Erweiterungsbau 1978/79 abgerissen wurden, stammten aus dem Anbau von 1927/28.
Im 15. Jahrhundert erfolgte eine bauliche Veränderung der romanischen Anlage, wie aus einer Matrikel der Diözese Regensburg hervorgeht. Wahrscheinlich stammt der Turm aus dieser Zeit.
Nachdem man 1899 in Gleiritsch eine Expositur errichtet hatte, stellte sich bald heraus, dass das Gotteshaus den Anforderungen nicht mehr gewachsen war. 1904 erfolgte eine Renovierung der Kirche, doch war sie „zu klein, zu niedrig, dunkel, feucht und nicht akustisch“. In den Jahren 1927/28 wurden an den Längsseiten Seitenschiffe angebaut.
Unter Expositus Alois W. Dirschwigl erfolgte der Erweiterungsbau der Kirche, nachdem zuvor der Friedhof, der das Bauwerk umgab, verlegt worden war. Am 2. Juli 1978 konnte Domkapitular Prälat Franz Spießl den Grundstein für den Kirchenerweiterungsbau legen. Den krönenden Abschluss des Kirchenbaus, die als einzige Kirche im Landkreis Schwandorf behindertengerecht ist, d. h. ohne Stufen und mit leicht nach vorne geneigter Bodenfläche, bildete die Konsekration durch Weihbischof Karl Flügel am 21. Juli 1979. Er bezeichnete den Bau als eine „glückliche Verbindung des Alten mit dem Neuen“.

## Altar

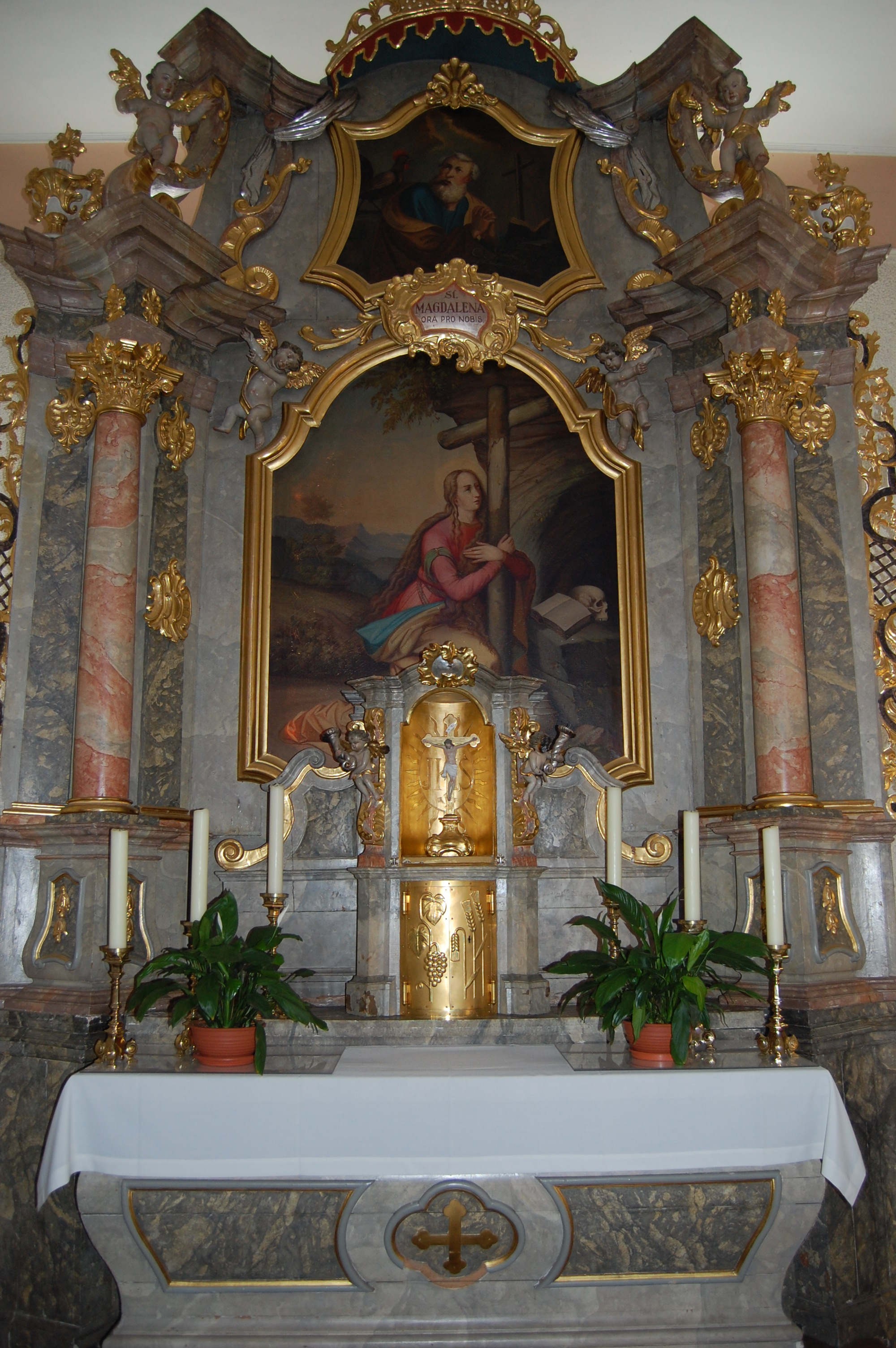
Altar, 17. Jahrhundert

Der barock bewegte  Hauptaltar aus Stuckmarmor mit farbigen Säulen, vergoldeten Kapitellen, gekröpftem Gesims und vergoldetem Zierrat aus Stuck enthält als Altargemälde ein Bild der büßenden Maria Magdalena in ihrer Einsiedelei. Er stammt aus einer deutschen Schule des 17. Jahrhunderts. Putten mit silbernen und goldenen Girlanden flankieren eine weitere Kartusche oberhalb des Altarbildes, auf der Simon Petrus mit dem krähenden Hahn dargestellt ist.  In der prunkvoll gerahmten  Kartusche zwischen Altarbild und dem mit einer goldenen Krone ausgezeichneten Heiligenbild befindet sich die Inschrift ST. MAGDALENA ORA PRO NOBIS (lat.= Heilige Magdalena bitte für uns).

## Grabplatten
Mit dem Abschluss des Kirchenerweiterungsbaus in Gleiritsch und der Konsekration des neuen Gotteshauses durch Weihbischof Karl Flügel fanden auch die vier Grabplatten in der Gleiritscher Kirche nach mehrfachem Wechsel, bedingt durch die Umbauten, einen neuen Platz. Mit dem Jahre 1556 übernahmen die Herren von Plassenberg die Nachfolge der Schlammersdorfer und Gleissenthaler auf dem Rittergut Gleiritsch und bestimmten die Geschicke des Dorfes bis zum Jahre 1651.
Vier Grabplatten in der Gleiritscher Kirche erinnern an das mittlerweile ausgestorbene Geschlecht der Plassenberger. Der Ausgangspunkt der Oberpfälzer Linie dieser dem Freiherrnstand angehörenden Familie ist auf der Plassenburg bei Kulmbach in Oberfranken zu suchen.

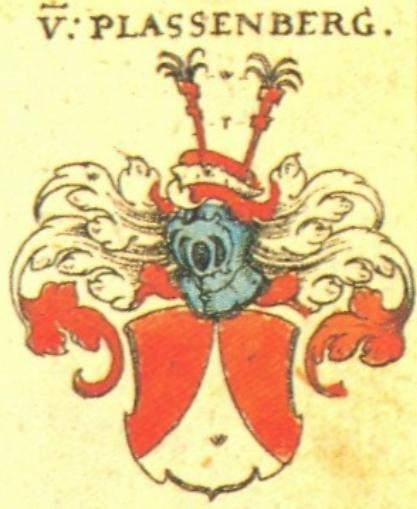
Wappen der Plassenberger

### Christoph Jacob von Plassenberg
Ein Grabstein mit einem großen Kreuz auf der Oberfläche, an dessen Unterseite sich das Wappen der Plassenberger, eine sich nach oben verjüngende Spitze, befindet, trägt die Jahreszahl 1571. Weitere Eintragungen sind so stark verwittert, dass sie nicht mehr entziffert werden können. Christoph Jacob von Plassenberg fand unter dieser Steinplatte seine letzte Ruhe. Ihn hatte Kurfürst Friedrich III. von der Pfalz am 25. September 1559 „mit dem burklein Plassenberg und näher bezeichneten dazu gehörigen Gütern“. Dieser Grabstein, der früher im Freien lag, wurde bei der Kirchenrenovierung 1927/28 von seiner ursprünglichen Stelle entfernt und in der südlichen Außenmauer des damals neu erstellten Anbaus eingelassen. Nach den erneuten Um- und Anbauten in den Jahren 1978/79 erhielt die Grabplatte an der veränderten Südseite der Kirche einen neuen Platz.

### Hans Lorenz von Plassenberg
Zwei weitere Grabsteine erinnern an Hans Lorenz von Plassenberg, der um 1570 die Besitzung Gleiritsch von seinem Vater Christoph Jacob von Plassenberg übernahm.
Die Steintafel mit dem Datum 31 May 1584 trägt das Wappen der Plassenberger und Sauerzapf an der Unterseite, darüber ein großes Kreuz. Infolge der starken Verwitterung – der Stein lag teilweise im Freien – lässt sich die am Rand angebrachte Inschrift nur mehr teilweise entziffern.
HIER LIGT BEGRABEN DER EDEL VND ERNUEST  … heißt es auf dem Stein, der weitere Text ist unleserlich. Diese Grabplatte befindet sich heute ebenfalls an der südlichen Außenmauer der Expositurkirche.
Neben dem eben beschriebenen Epitaph erinnert eine weitere Platte an Hans Lorenz von Plassenberg. Nach den mehrmaligen Veränderungen des Gotteshauses fand sie jetzt an der südlichen Mauer des Bauwerks im Altarraum einen Platz. Sie trägt folgende Inschrift:
ANNO DOMINI 1584 DOMINICA EXAVDI HANS LORENZ VON PLASSENBERG KAM AVS EDLEM GESCHLECHT VON ALTEM STAM HIED TVGEND WERD DIE EHREN VEST WART AVCH DAMIT GEZIRT AVFS BÖST HET NVCHTERN SINN VND WAHREN MVND EIN ADELICH HERZ IN SEIM LEIB STVND DA NVN FVRHANDEN WAR SEIN ZEIT HOLT IN GOTT IN DIE EVVIG FREVD
In der unteren Hälfte des Epitaphs findet sich auf der linken Seite das Wappen der Plassenberger und daneben das der Sauerzapf. Den Rand der Platte verzieren fünf kleine Wappenschilde. Ursprünglich waren es sechs, aber das rechte untere Randstück ging verloren, wahrscheinlich im Zuge der öfteren Kirchenumbauten. Bei dem linken mittleren Wappen handelt es sich um das der vorher in Gleiritsch ansässigen Schlammersdorfer, denen die Gleissenthaler nachfolgten und deren Wappen links unten in der Steinplatte zu finden ist.

### Katharina von Plassenberg
Ein weiteres Epitaph, das neben der Grabplatte des Hans Lorenz von Plassenberg im Altarraum eingelassen wurde, erinnert an Katharina von Plassenberg, einer geborenen von Mistelbach. Sie war die Frau des Hans Christoph von Plassenberg, dem Sohn des Hans Lorenz von Plassenberg. Die Tafel zeigt die Verstorbene mit einem Gebetbuch in den Händen. Links vom Kopf findet sich das Wappen der Plassenberger, rechts davon das der Mistelbacher.
Im unteren Teil befindet sich folgende Inschrift:
Linke Seite
Katharina von Plassenberg / Ruhet hie vnder diesem werckli / Ein geborne von Mistelbach / Ihr Vatter war herr zu Lindach / Johann von Mistelbach genandt / In diesem Churfürstlichen landt. / Des ampts hatt … etlich Jahr / Beigeordneter Pfleger wahr / Anna von Meroltzhaim geborn / War ihr Fraw mutter außerkorn. / Von Bechstahl man sie nennen thet / Weiln sie daselbst ihr Wohnung het / Johann Christoph von Plassenberg / Auff Gleiritscht sie aus Gottes werckh / Eim rechten adelichen Herrn / Getrawet worden ist in Ehren. /
Rechte Seite
Gleichwie die Eltern adlich wahren, / Also thet die Tochter nachfahrn / Denn sie war Ehrn und tugentvoll / Wie menniglich bewust ist wohl. Gott und sein wortt hielt sie in Ehrn / Den armen sie half herzlich gern / War sorgfältig und trew im hauß / Und richt al ding Embsig aus. / Wie sara Abram Ehren thet / also werdt sie ihrn Junckerhern hett, / War friedfertig wie Monica / Und recht Edle Portia. / Sie hat geborn sieben Kind / Doch drey Söhn vier Töchter sindt / Und ist die letzt von ihrem Stamm / … ein end nahm.
Am Rand
Fünffzig und ein Jahr sie alt wahr. / Im Ehestandt davon zwanzig Jahr / Mit ihrem Junckhern lebt friedlich / Entschlieff endlich gantz seelig / den acht und zwanzigsten February / Wardt Ehrlich begraben allhie / Gott verleih Ihr in Christi namen / Ein fröhliche Aufferstehung Amen.

### Grabplatten der Plassenberger

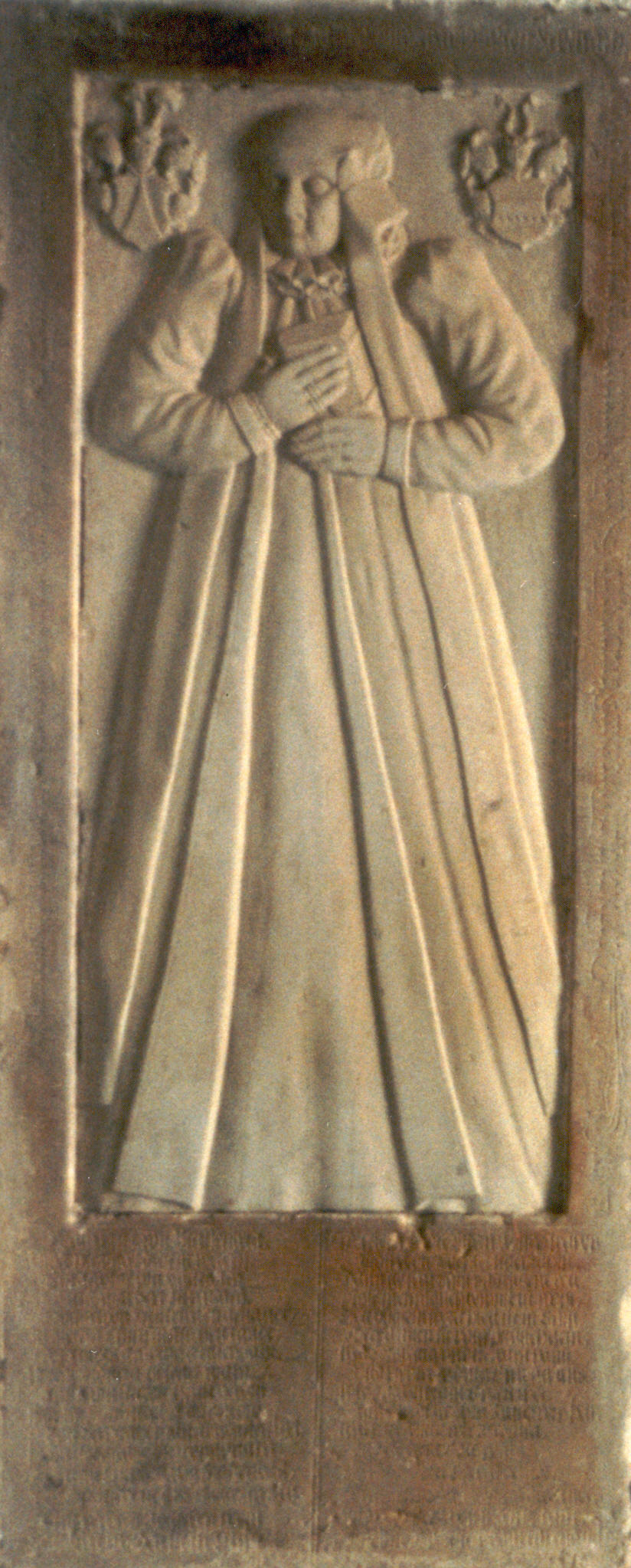
Epitaph Katharina von Plassenberg
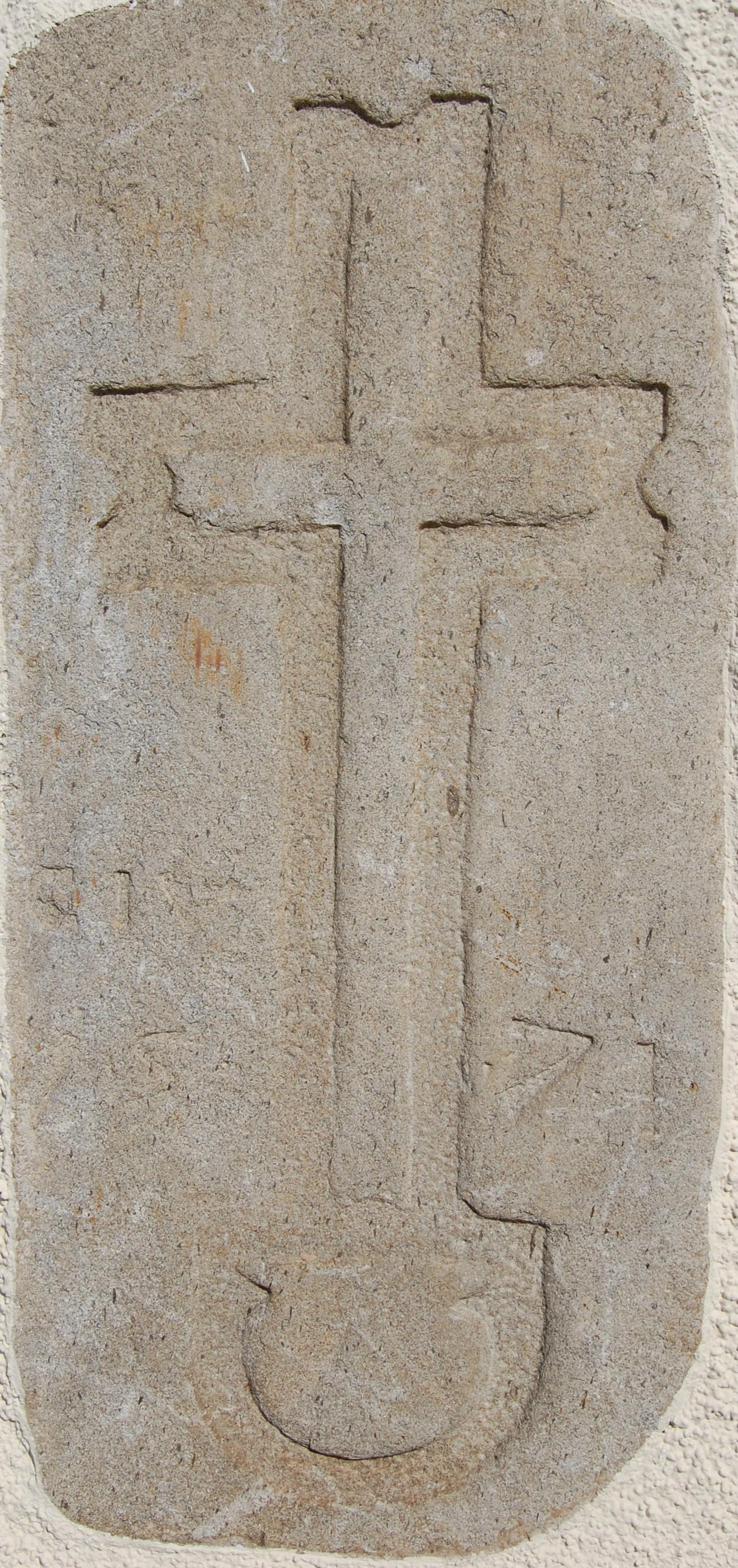
Grabplatte der Plassenberger aus dem Jahre 1571
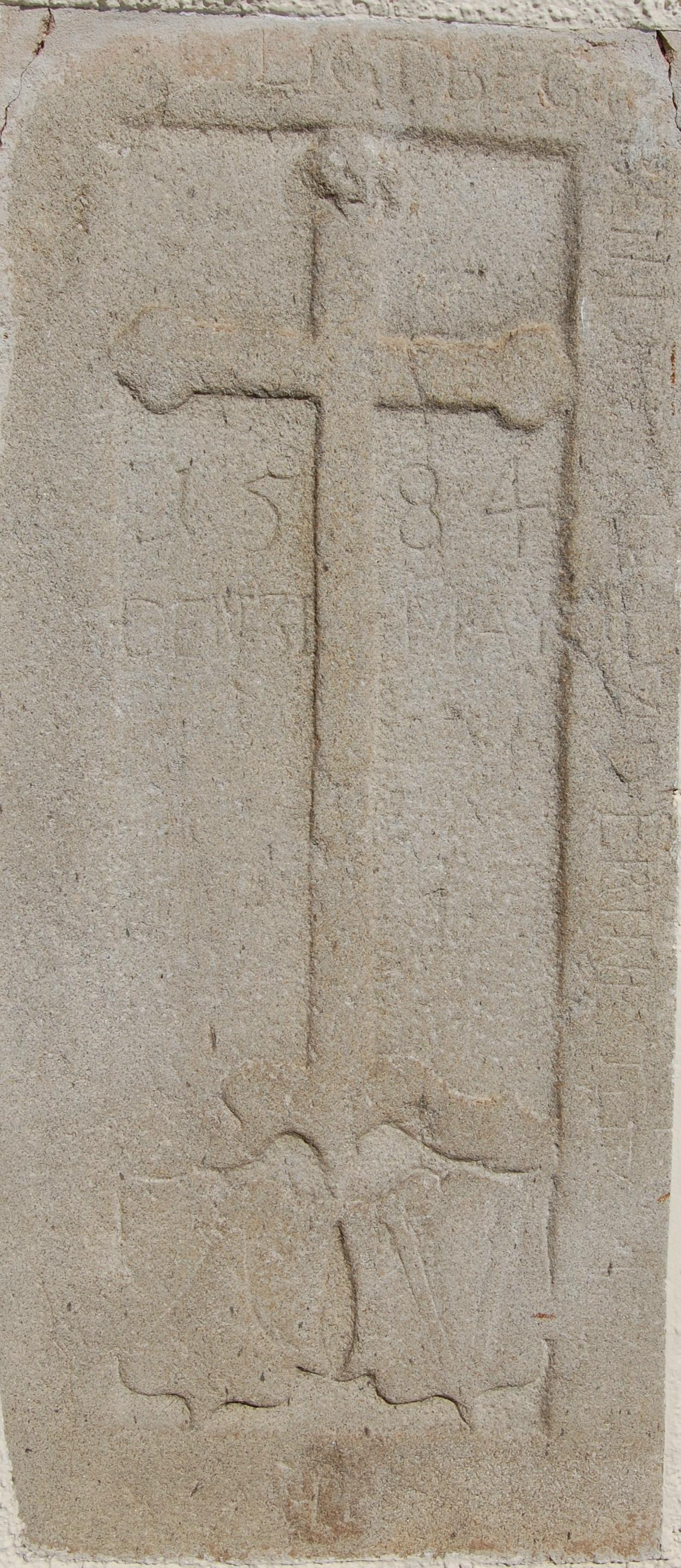
Grabplatte der Plassenberger aus dem Jahre 1584
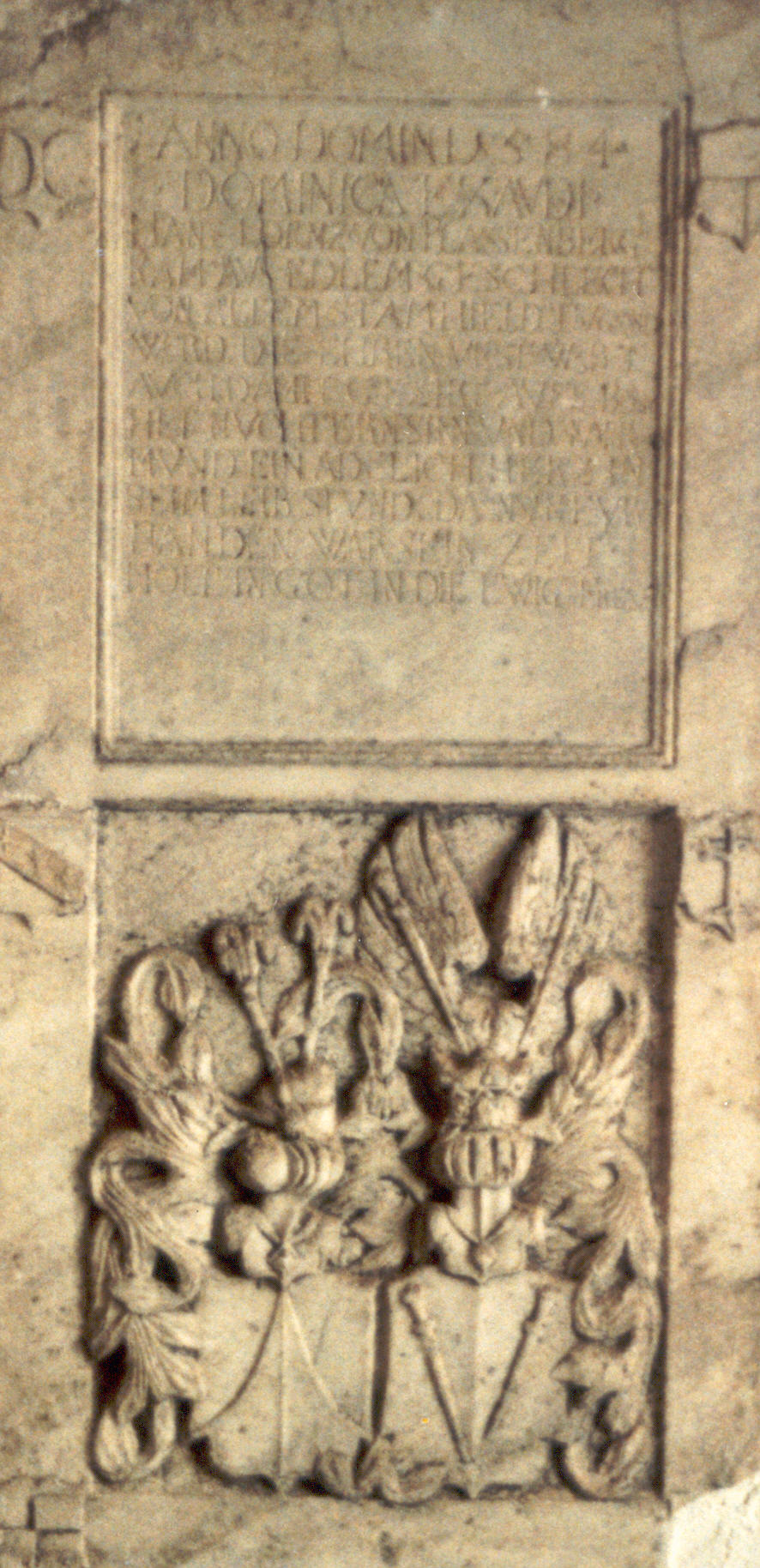
Epitaph Hans Lorenz von Plassenberg

## Kriegerdenkmal

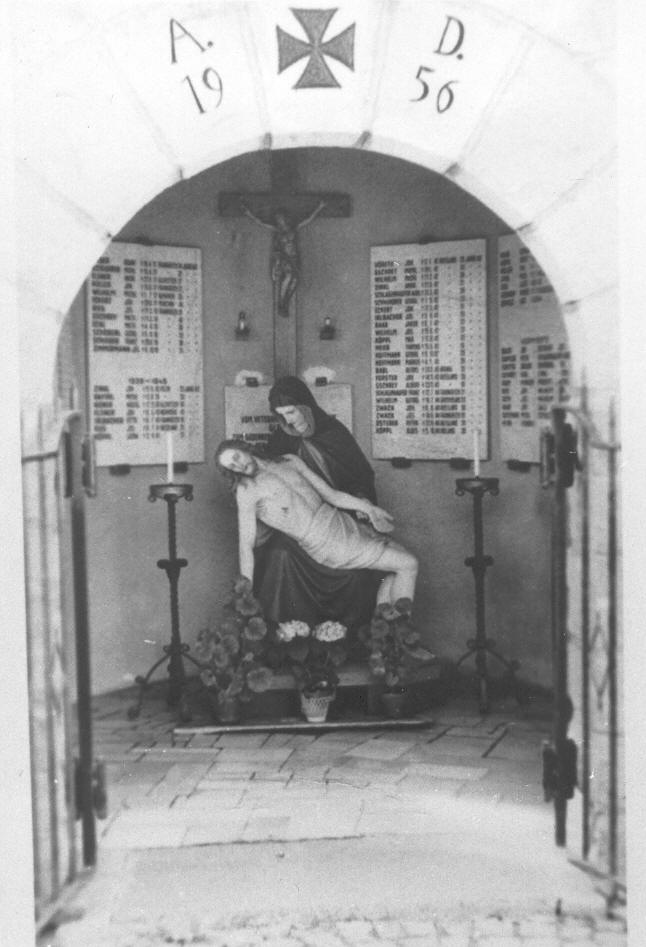
Kriegerdenkmal (1956)

Im Jahre 1956 wurde an der Randmauer (Turmseite) ein Kriegerdenkmal für die Gefallenen und Vermissten beider Weltkriege errichtet. Im Zuge der Friedhofverlegung und des Erweiterungsbaus der Kirche musste das kleine Gebäude abgerissen werden. Das neue Kriegerdenkmal befindet sich nun im neuen Friedhof am Pfarrweg.

## Friedhofsverlegung
Rund um die Gleiritscher Kirche befand sich der Friedhof. Um den Kirchenerweiterungsbau durchführen zu können, wurde das Anwesen Roth abgelöst und abgerissen. Der Friedhof musste verlegt werden. 1974 erfolgte die Umbettung der Grabstellen in den neuen Friedhof am Pfarrweg. Auf dem so gewonnenen Platz konnte der Kirchenerweiterungsbau durchgeführt werden.